# Diospilus
Diospilus är ett släkte av steklar som beskrevs av Alexander Henry Haliday 1833. Diospilus ingår i familjen bracksteklar.

## Dottertaxa tillDiospilus, i alfabetisk ordning[1][2]
- Diospilus abbreviator
- Diospilus acourti
- Diospilus allani
- Diospilus antipodum
- Diospilus belokobylskiji
- Diospilus belorossicus
- Diospilus capito
- Diospilus contractus
- Diospilus curticaudis
- Diospilus curtus
- Diospilus dilatatus
- Diospilus dispar
- Diospilus eous
- Diospilus fasciatus
- Diospilus fomitis
- Diospilus fulvus
- Diospilus fusciventris
- Diospilus helveticus
- Diospilus inflexus
- Diospilus kokujevi
- Diospilus konoi
- Diospilus melanoscelus
- Diospilus melasidis
- Diospilus molorchicola
- Diospilus morosus
- Diospilus nantouensis
- Diospilus niger
- Diospilus nigricornis
- Diospilus nigripedalis
- Diospilus oleraceus
- Diospilus pacificus
- Diospilus pallidipennis
- Diospilus parentalis
- Diospilus podobe
- Diospilus productus
- Diospilus quickei
- Diospilus repertus
- Diospilus rimeroderi
- Diospilus robustus
- Diospilus rubricollis
- Diospilus ruficeps
- Diospilus rugosus
- Diospilus sichotaealinicus
- Diospilus soporatus
- Diospilus spartiellae
- Diospilus stramineipes
- Diospilus subpetiolatus
- Diospilus subulatus
- Diospilus taiwanensis
- Diospilus tereshkini
- Diospilus tricolor
- Diospilus trimeroderi
- Diospilus tuberculatus
- Diospilus ussuriensis
- Diospilus washingtonensis
- Diospilus ventralis